# Diwang International Commerce Center
Das Diwang International Commerce Center ist das höchste Gebäude in Nanning (Volksrepublik China). Der zwischen 2003 und 2006 erbaute Wolkenkratzer ist 276 Meter hoch und hat 54 Etagen. Auf dem Dach des Gebäudes befindet sich in 224 Meter Höhe eine Landeplattform.